# Alte Kornmühle Ramsbeck

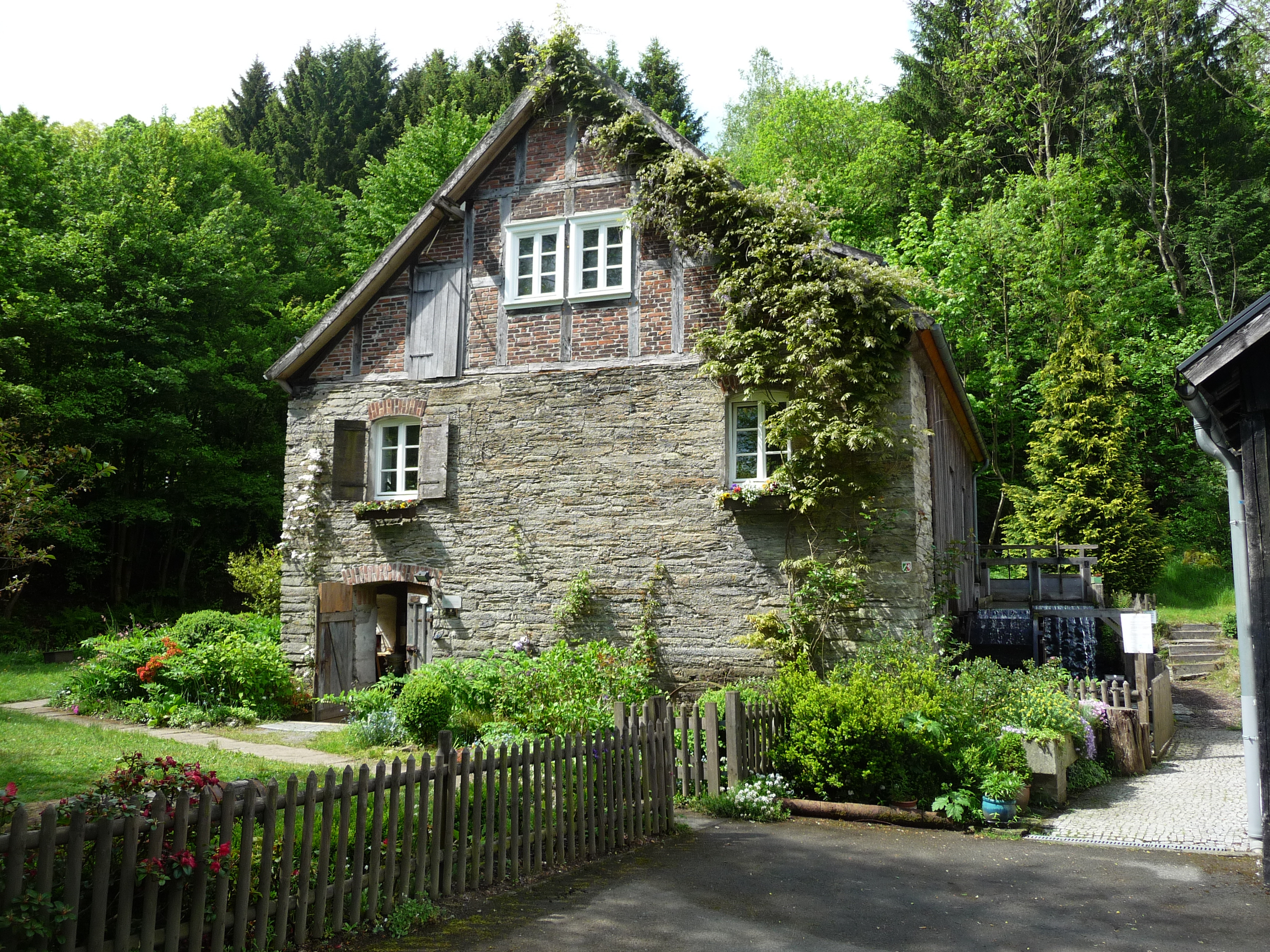
Die Alte Kornmühle Ramsbeck

Die Alte Kornmühle Ramsbeck ist eine 400 Jahre alte Wassermühle im Ortsteil Ramsbeck der Gemeinde Bestwig im Hochsauerlandkreis in Nordrhein-Westfalen. Sie wird vom Verein „Alte Kornmühle Ramsbeck e. V.“ als Schaumühle betrieben und kann für Führungen gebucht werden.
Die Mühle ist ein zweigeschossiges Gebäude aus Grauwacke mit einem Fachwerkgiebel in Backsteinausführung und enthält neben dem Arbeitsraum die Räume der alten Müllerwohnung und den Speicher unter dem Dach.
Auf der Nordseite sind die drei oberschlächtigen Mühlräder erstmals seit dem Zweiten Weltkrieg wieder komplett in Betrieb.

## Technik

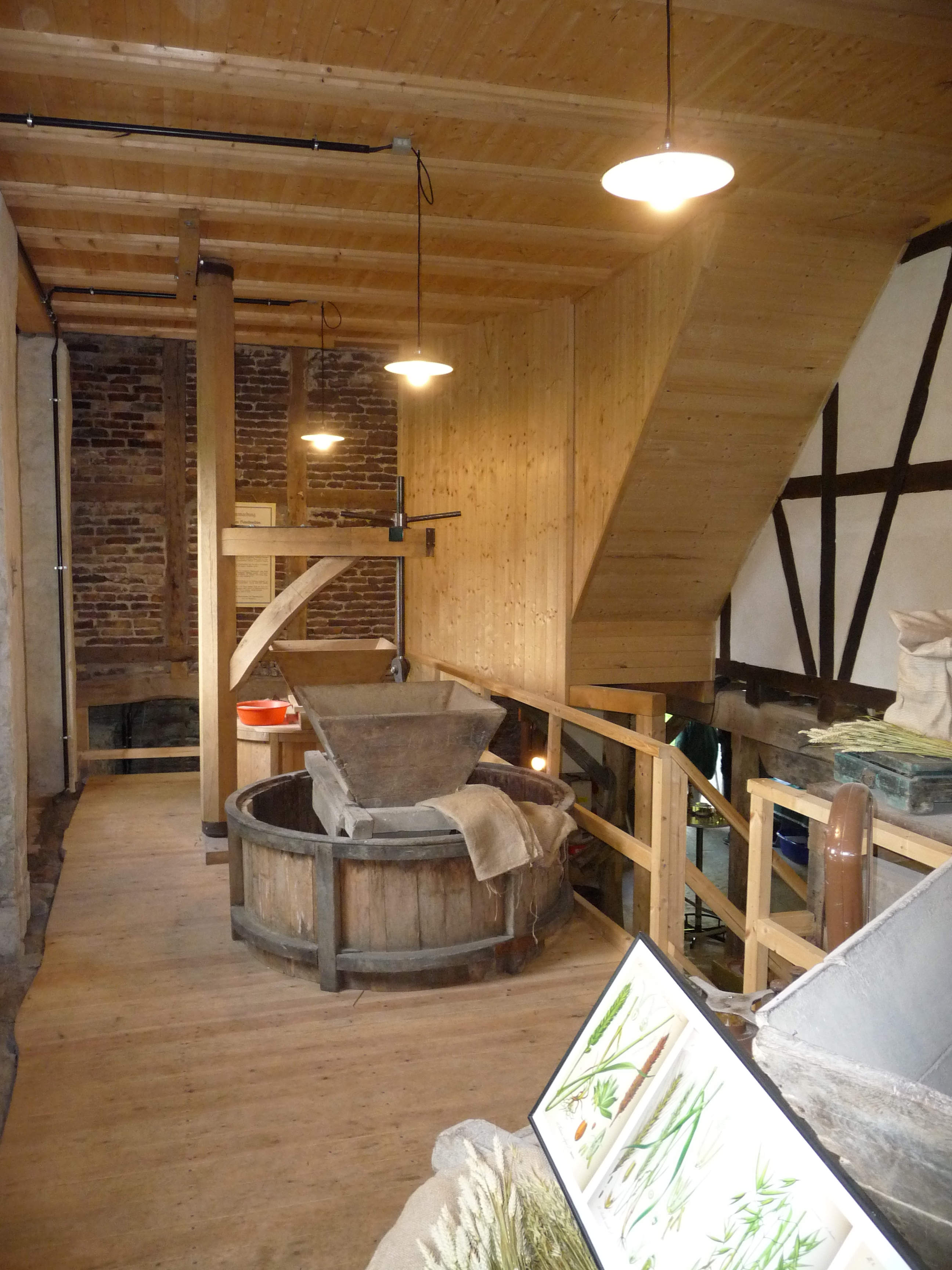
Mahlstand nach der Restaurierung 2014 – im Vordergrund eine alte Bütte

Die Mühle besitzt als einzige noch erhaltene Mühle in Nordrhein-Westfalen ursprünglich drei Mahlstände und eine mittelalterliche Technik.
Bei den Mühlrädern handelt es sich um eine oberschlächtige Anlage, die durch den Mühlgraben versorgt werden, der 400 Meter vor der Mühle aus der Valme gespeist wird. Jedes Mahlwerk wird direkt von einem Mühlrad angetrieben. Transmissionen oder andere Getriebe benutzte man ursprünglich nicht.
Der unrestaurierte Teil des hölzernen Innenausbaus stammt aus dem Jahr 1810, die Mahlstände aus den 1860er Jahren. Schon zu Beginn des 20. Jahrhunderts wurde der mittlere Mahlstand entfernt und das Wasserrad zur Stromerzeugung genutzt. Laut Überlieferung wurden mehrere umliegende Bauernhöfe hierdurch mit Strom versorgt.
Nach 1946 wurde erstmals eine Transmission eingebaut, die durch das erste Mühlrad mitangetrieben wurde. Diese Welle reicht bis durch die Mauer der Frontseite und endet in einem eisernen Zahnrad, mit dem nach dem Zweiten Weltkrieg vorübergehend ein Sägewerk vor der Mühle betrieben wurde.
Im Innenraum verfügt die Transmission über ein Schwungrad, mit dem der Dreschraum betrieben wurde, der zeitweise in dem darüberliegenden Raum lag.

## Die Mühlräder

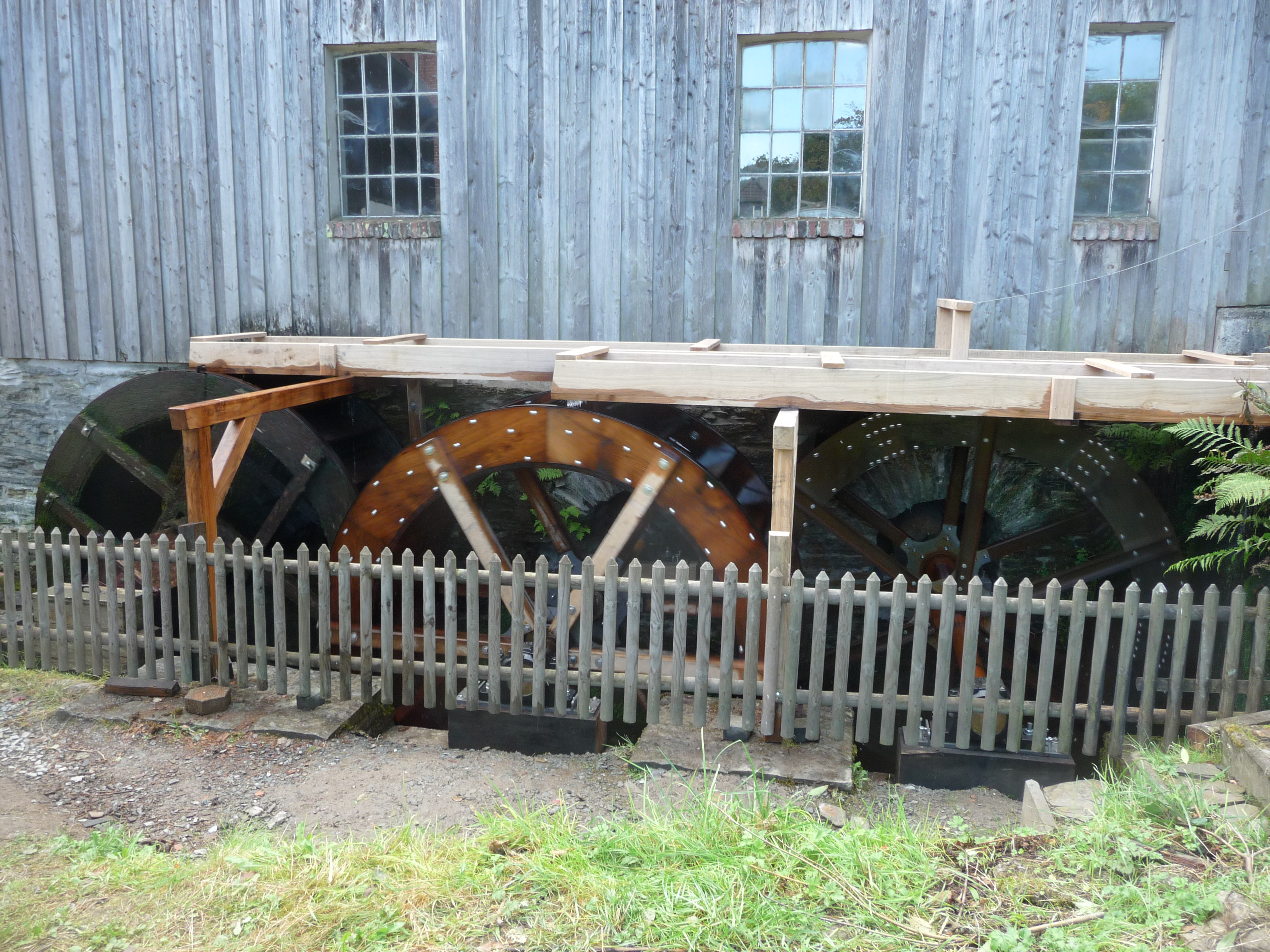
Anlage der oberschlächtigen Mühlräder 2021

Die drei oberschlächtigen Mühlräder befinden sich an der Nordseite des Gebäudes. Der Zulauf aus dem Mühlgraben erfolgt aus westlicher Richtung, so dass die Räder sich gegen den Uhrzeigersinn drehen.
Das erste Rad wurde 2014 ersetzt und ist ein Vollholzrad aus Eiche auf einer Eichenwelle. Die Befestigung besteht aus parallelen Eichenbalken als sogenanntes Holländerkreuz.
Die anderen Räder wurden im Herbst 2021 ergänzt: Das zweite, mittlere Rad ist ein Eichenrad mit Stahlschaufeln, das mit einer Speichenaufhängung auf einer Stahlachse läuft.
Das dritte Rad besteht komplett aus Cortenstahl und ist ebenfalls mit einer Speichenaufhängung auf einer Stahlachse befestigt.
Der Zulauf aus dem Mühlgraben erfolgt über ein doppeltes Gerinne: Der nördliche, wandständige Zulauf versorgt das erste und das dritte Rad mit Wasser, während das zweite Rad von einem eigenen Zulauf beschickt wird.

## Historie

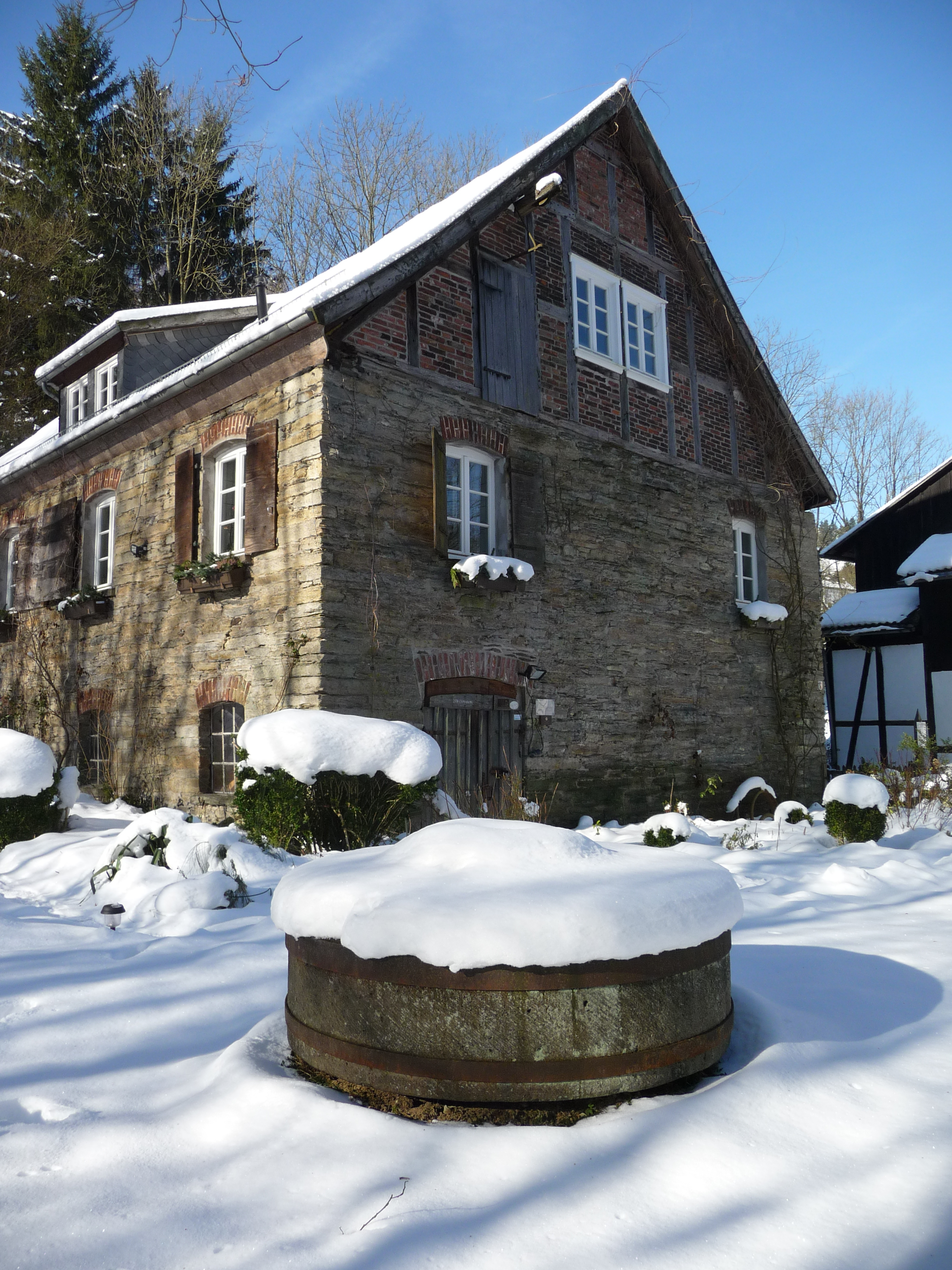
Die schneebedeckte Mühle, im Vordergrund: ein alter Mahlstein

Erstmals erwähnt wird die Mühle in einer Urkunde von 1603:

„Caspar Ovelacker zu Gevelinghausen, Maria geborene zu Erwitte, Witwe Johan Ovelackers, Mutter und Sohn, verkaufen Hans im Oelinghof zu Ramsbeck eine Jahresrente von ein(em) Goldgulden, welche dieser aus der Mühle zu Ramsbeck zu entrichten hat, [geschehen] vor dem Richter Matheus Hoyinck zu Brilon in Beisein Tonniges Göck[ler] zu Ramsbeck und Henrich Welters zu Heringhausen, 1603 auf Stephanstag auf Papier vidimiert von Henrich Knipschild, Notar und Richter zu Bödefeld 1659.“

Danach wird sie 1685 in einer Schatzliste des Kölner Kurfürsten Maximilian Heinrich erwähnt: „Der Spielmann“ (ein Kötter, dessen richtiger Name nicht genannt wird) „braucht dass Zimmerwerck, bewohnet die Mühle im Dorpf, hat aber noch ein Hauß.“
Einer weiteren Steuerliste aus dem Jahre 1717 (Landständisches Archiv des Herzogtums Westfalen IV A Nr. 6, Staatsarchiv Münster) ist zu entnehmen, dass der Vollspann-Bauer Jobst Nölleke, genannt Hüttemann, eine Erbmühle in Ramsbeck besitzt. Nach mündlicher Überlieferung erhielt er die Mühle vom Kurfürst bei dessen Aufenthalt in Ramsbeck im Tausch gegen ein Bienenvolk. Mehr als 100 Jahre später ist die Mühle immer noch in Betrieb.

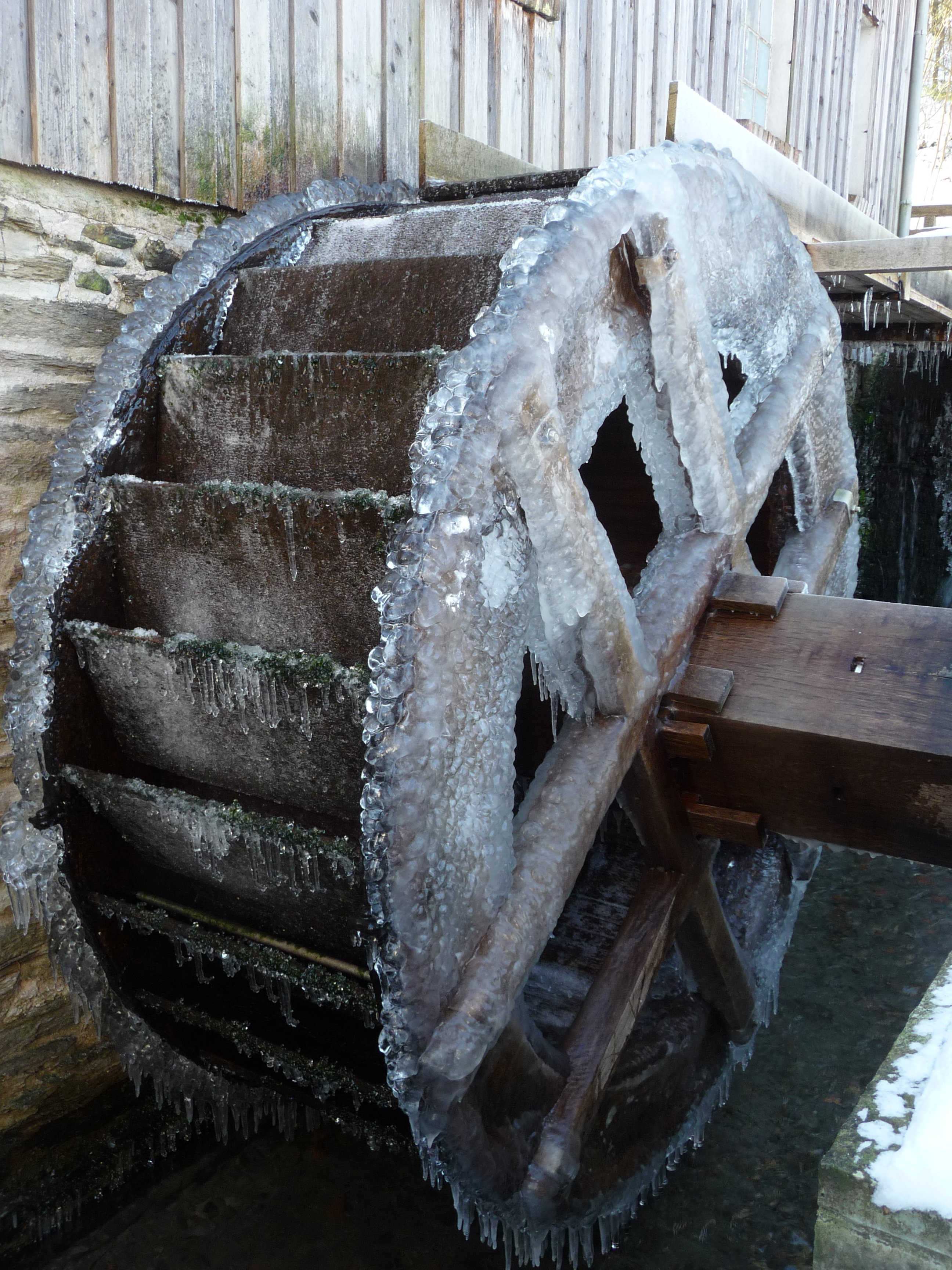
Das Holzmühlrad mit Eispanzer im Winter

In der Chronik des Pfarrers Milianus Eifler (Kirchspiel Velmede) aus dem Jahre 1823 wird über Ramsbeck u. a. berichtet: „Auch ist da eine Mahl- und Oelmühle, die dem Hüttemann eigenthümlich gehört.“
Renovierungen und Instandsetzungen fanden unter anderem in den Jahren 1810 und 1860 statt, wie aus Holzproben ermittelt wurde. Die letzten Quittungen (unter anderem für Getreidesäcke) datieren auf das Jahr 1956. Im Gegensatz zu vielen anderen alten Mühlen wurde das Gebäude nur stillgelegt und nicht entkernt.

## Erster Bauabschnitt der Restaurierung
Mit Hilfe der Deutschen Stiftung Denkmalschutz und der NRW-Stiftung konnte 2014 mit dem ersten Bauabschnitt der Restaurierung der Mühle begonnen werden. Hierbei wurde festgestellt, dass die Balkenklage des Daches unter der Verkleidung marode war und zur Sicherung des Gebäudes aufwändig ausgetauscht werden musste. Danach konnte der hölzerne Innenausbau überholt und ergänzt werden und ein neuer Mahlstand inklusive oberschlächtigem Holzrad wurden angefertigt und eingebaut.
Am 10. Mai 2014 um 11.00 Uhr wurde die Mühle dann, im Beisein von Bürgermeister Ralf Péus und Landtagsvizepräsident Eckhard Uhlenberg, zugleich Vorstandsmitglied der NRW-Stiftung, von Pfarrer Günther Eikelmann und Pastor Dirk Schmäring neu eingesegnet.

## Zweiter Bauabschnitt
Mit der Unterstützung der Organisation „LEADER - 4 mitten im Sauerland“ und der Gemeinde Bestwig wurden im Sommer und Herbst 2021 die beiden fehlenden Mühlräder ergänzt, sodass die Anlage der Mühlräder zum ersten Mal seit der Zeit vor dem Zweiten Weltkrieg wieder komplett ist.
Hierbei wurde die Gelegenheit genutzt, die drei verschiedenen Arten oberschlächtiger Mühlräder (Holz, Metall sowie Holz mit Metall) im Ensemble darzustellen.
Dies ermöglicht in der Folge, die neuen Mühlräder entweder mit Mahlständen zu vervollständigen oder durch Ergänzung von Generatoren für die Gewinnung von Ökostrom zu nutzen.
Des Weiteren wurde im benachbarten Stall eine barrierefreie Sanitäranlage eingerichtet.